# Dingbat

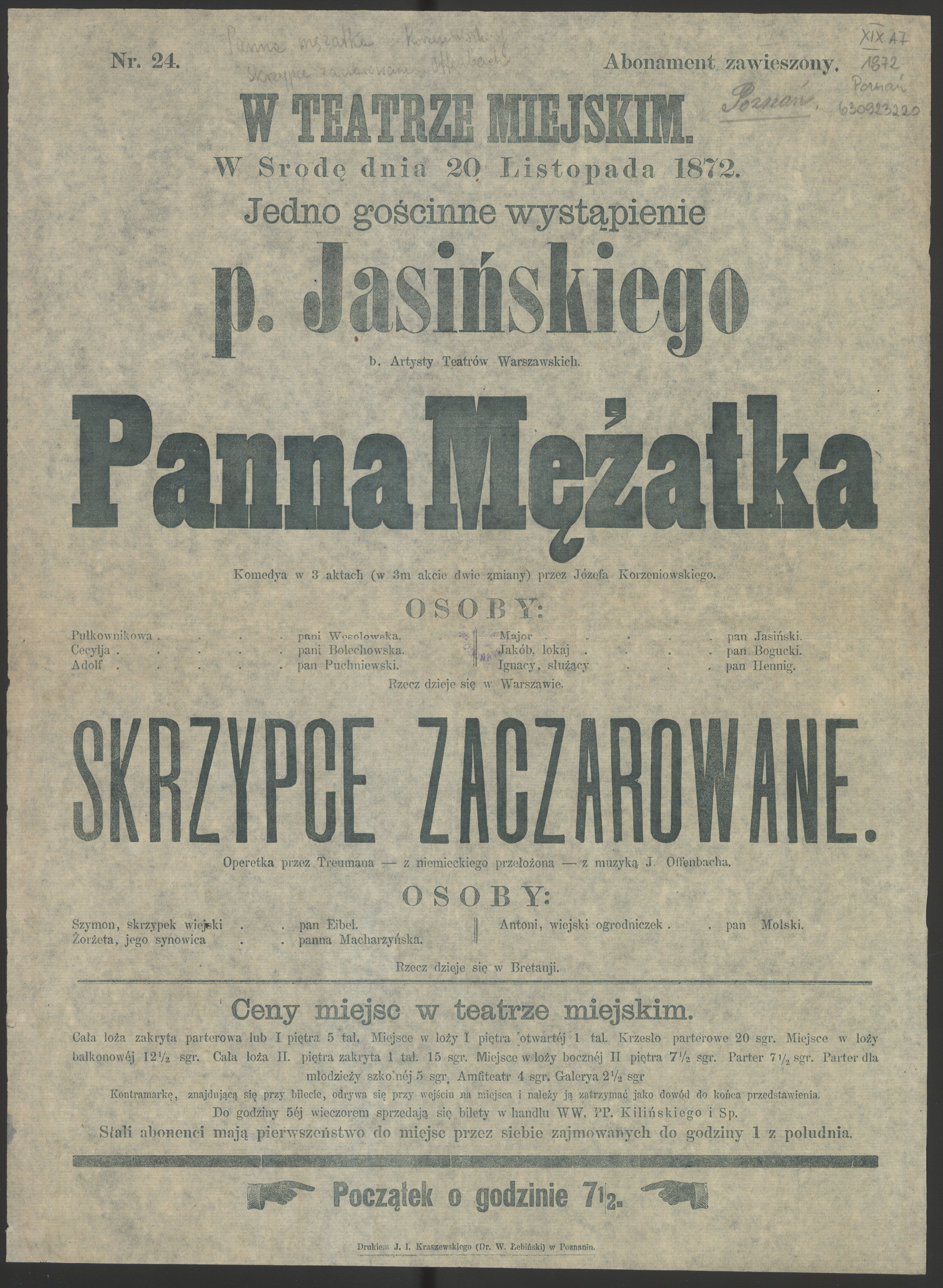
Afisz teatralny z 1872 roku wykorzystujący rączki

Dingbat – ornament, znak lub odstępnik używany w typografii. Niekiedy, bardziej formalnie, nazywany jest ozdobą drukarską albo znakiem drukarskim. Może być kształtem abstrakcyjnym, ale wiele dingbatów jest piktogramami, małymi rysunkami wyobrażającymi elementy rzeczywistości. Sam w sobie dingbat nie jest częścią tekstu, któremu towarzyszy.
Nazwy tej używa się również do określenia fontu, który posiada symbole i kształty zamiast znaków alfabetycznych i numerycznych. Niektóre z dingbatów stosowane są jako znaki oddzielania kolejnych sekcji podczas procesu składania książek.

## Unicode
W standardzie Unicode blok przeznaczony dla dingbatów został dodany w czerwcu 1993 roku wraz z wersją 1.1. Zawarte zostały w nim dekoracyjne odmiany liter, znaki wyrażające emfazę a także symbole nietekstowe. Większość z nich została zaczerpnięta z ITC Zapf Dingbats.
Kolejny blok „Ornamental Dingbats” został dodany do standardu Unicode w czerwcu 2014 wraz z wersją 7.0. Zawiera on ozdobne liście, znaki wyliczenia, ampersandy itd. Są one podzbiorami takich grup fontów jak Webdings, Wingdings i Wingdings 2.

### Przykładowe znaki wUnicode
|   | ✁ | ✂ | ✃ | ✄ | ☎ | ✆ | ✇ | ✈ | ✉ | ☛ | ☞ | ✌ | ✍ | ✎ | ✏ |
| ✐ | ✑ | ✒ | ✓ | ✔ | ✕ | ✖ | ✗ | ✘ | ✙ | ✚ | ✛ | ✜ | ✝ | ✞ | ✟ |
| ✠ | ✡ | ✣ | ✤ | ✥ | ✦ | ✧ | ★ | ✩ | ✪ | ✫ | ✬ | ✭ | ✮ | ✯ |   |
| ✰ | ✱ | ✲ | ✳ | ✴ | ✵ | ✶ | ✷ | ✸ | ✹ | ✺ | ✻ | ✼ | ✽ | ✾ | ✿ |
| ❀ | ❁ | ❂ | ❃ | ❄ | ❅ | ❆ | ❇ | ❈ | ❉ | ❊ | ❋ | ● | ❍ | ■ | ❏ |
| ☺ | ☻ | ♥ | ♦ | ♣ | ♠ | • | ◘ | ○ | ❐ | ❑ | ❒ | ▲ | ▼ | ◆ | ❖ |
| ◗ | ❘ | ❙ | ❚ | ❛ | ❜ | ❝ | ❞ |   |   |   |   |   |   |   |   |

## Zastosowania

Hedera

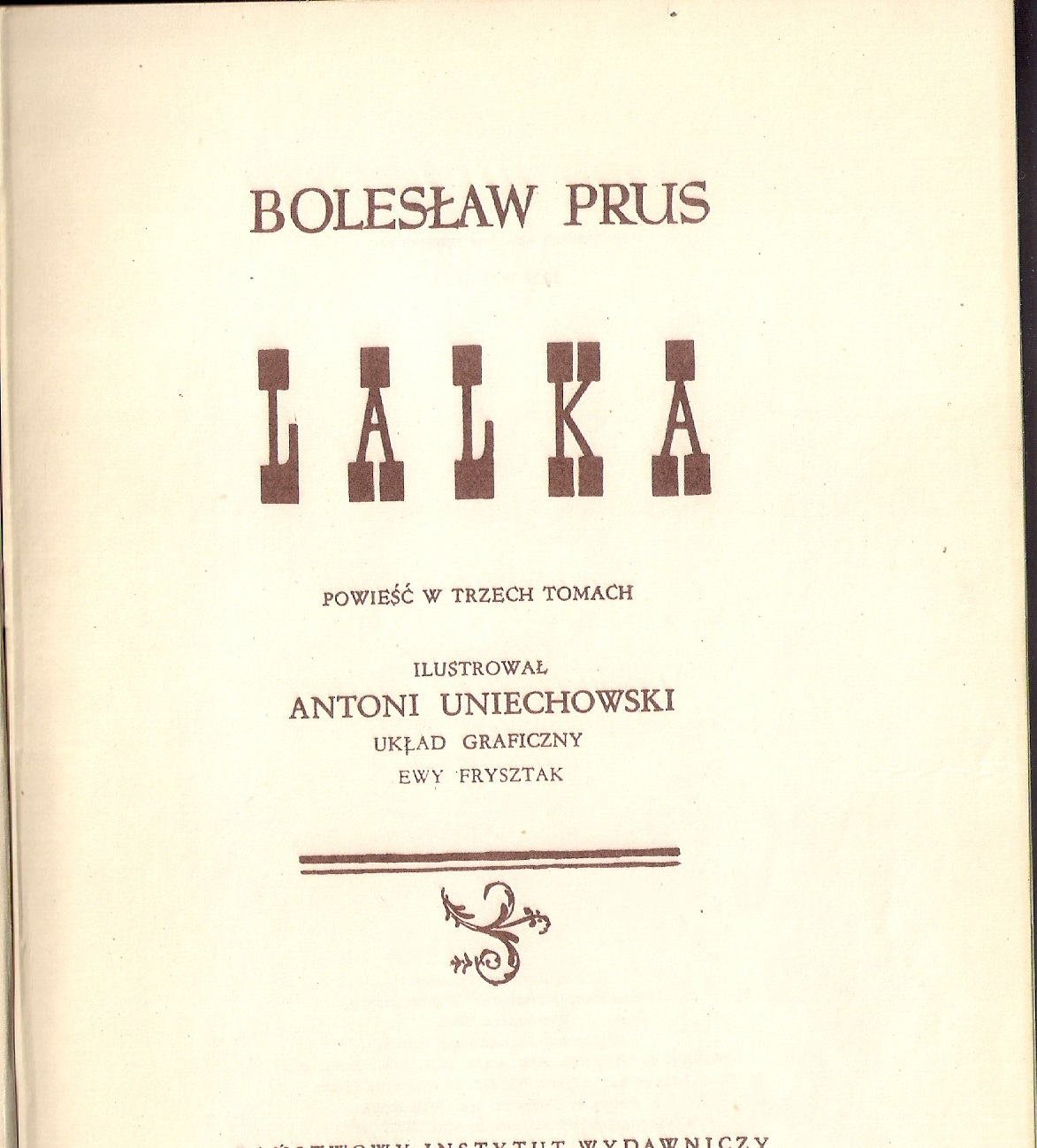
Karta tytułowa „Lalki” Bolesława Prusa z roślinnym ornamentem

Dingbaty mogą być wykorzystywane jako:
- wyróżniki (kwadraty, „ptaszki”, odwrócone trójkąty)
- separatory akapitu
- znaki końca artykułu
- pola wyboru w ankietach i formularzach
- logo
- elementy czysto dekoracyjne

### Niektóre grupy dingbatów
- Rączka – „fist”, wskazująca dłoń, najczęściej stosowana w celu wskazania czytelnikowi ważnej części tekstu lub zasugerowania jego dalszej części na następnej stronie. Rączka została wykorzystana także jako kursor myszy w graficznych interfejsach, wskazując obiekt, który podlega manipulacji. Obecnie najczęściej zmiana kursora na rączkę oznacza hiperłącze. (|☛|)[2].

- Asterysk – symbol służący głównie do zaznaczenia odnośników i słów kluczowych. W typografii europejskiej często jest używany do oznaczania roku urodzenia (natomiast sztylet – dagger – zastępujący znak krzyża stosowany jest do oznaczania roku śmierci). W filologii i innych naukach oznacza hipotetycznie zrekonstruowane formy. Asterysk może mieć wiele form (|★|✩|✪|✫|✬|✭||✮|✯|✰|✱|✲|✳|✴|✵|✶|✷|✸|✹|) znany jest już od dawna, jego formy obecne były już w pierwszych piktograficznych zapisach sumeryjskich[3].
- Fleuron – to najogólniej mówiąc typograficzny symbol w kształcie kwiatu lub liścia. Jego specyficzną odmianą jest hedera, czyli liść bluszczu. Jest to jeden z najstarszych typograficznych ornamentów, stosowany już w wielu wczesnych zapisach greckich[4].
- Ampersand – przybierający wiele różnych form symbol oznaczający „and“, pochodzi z łacińskiego słowa „et“[5].

## Fonty zawierające dingbaty
- Webdings – font TrueType zaprojektowany dla Microsoftu i wydany w 1997 roku
- Wingdings – font TrueType zawierający zebrane przez Microsoft glify pochodzące z fontów Lucida Arrows, Lucida Icons i Lucida Stars, został wydany w 1990 roku.
- Zapf Dingbats – font zaprojektowany przez Hermana Zapfa w 1978 roku i licencjonowany przez International Typeface Corporation
- Strzałki w Unicode – blok Arrows zajmuje pozycje U+2190–U+21FF w Unicode